# Rame di Napoli
Le Rame di Napoli sono dei dolci tipici di Catania consumati normalmente durante le festività dei defunti; in provincia di Caltanissetta sono chiamate marmurate.
Si tratta di biscotti dal cuore morbido al gusto di cacao, ricoperti per intero da una glassa di cioccolato fondente.
Non si conosce con esattezza l'origine del nome tuttavia esistono varie ipotesi: la prima cita un pasticciere di Napoli come inventore di questa ricetta; un'altra ipotesi parla di un atto di vassallaggio della Sicilia nei confronti di Napoli durante l'epoca del Regno delle due Sicilie.
L'ultima ipotesi, risalente sempre al Regno delle due Sicilie, sembra anche la più verosimile. Si afferma, infatti, che durante il regno borbonico, successivamente all'unificazione del Regno di Napoli con il Regno di Sicilia, fu coniata una moneta contenente una lega di rame, in modo da sostituire la più ricca lega di oro e argento. Il popolo, con l'introduzione di tale moneta, pensò bene di creare un dolce che riproducesse tale moneta, inventando così la Rama di Napoli.
La ricetta originale conteneva farina, zucchero, cacao amaro e marmellata di arance ma negli anni vennero apportate diverse modifiche, sia nella dimensione che negli ingredienti utilizzati, introducendo l'uso di Nutella, crema di pistacchio, marmellate e altre composte di frutta o vegetali (zucca o brassica). 
Ad Acireale, dove prendono il nome di "nucatuli", ne esiste una tipica versione alla zuccata, una confettura realizzata con la zucca e condita con scorze di agrumi.
Tradizionalmente preparato durante le festività di Ognissanti viene regalato ai bimbi, come dono dai parenti defunti per essere stati buoni durante l'anno.